# Francisco Raúl Villalobos Padilla
Francisco Raúl Villalobos Padilla (ur. 1 lutego 1921 w Guadalajarze, zm. 3 lutego 2022 w Saltillo) – meksykański duchowny rzymskokatolicki, w latach 1975-1999 biskup Saltillo.

## Życiorys
Święcenia kapłańskie przyjął 2 kwietnia 1949. 4 maja 1971 został prekonizowany biskupem pomocniczym Saltillo ze stolicą tytularną Columnata. Sakrę biskupią otrzymał 3 sierpnia 1971. 4 października 1975 objął urząd ordynariusza. 30 grudnia 1999 przeszedł na emeryturę.